# Диаманти (Параиба)
Диаманти (порт. Diamante) — муниципалитет в Бразилии, входит в штат Параиба. Составная часть мезорегиона Сертан штата Параиба. Входит в экономико-статистический микрорегион Итапоранга. Население составляет 6598 человек на 2006 год. Занимает площадь 269,109 км². Плотность населения — 24,5 чел./км².

## Статистика
- Валовой внутренний продукт на 2003 год составляет 14 140 366,00 реалов (данные: Бразильский институт географии и статистики).
- Валовой внутренний продукт на душу населения на 2003 год составляет 2096,11 реалов (данные: Бразильский институт географии и статистики).
- Индекс развития человеческого потенциала на 2000 год составляет 0,574 (данные: Программа развития ООН).